# Nagyerdei Stadion
Il Nagyerdei Stadion è uno stadio situato a Debrecen. L'impianto ospita le partite casalinghe del Debreceni VSC.

## Inaugurazione

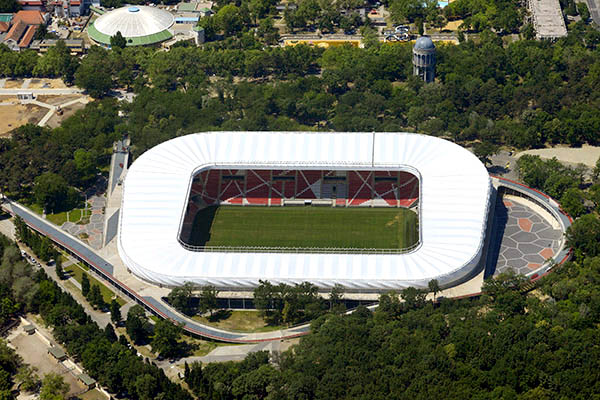
Vista dall'alto del Nagyerdei Stadion

I lavori per la costruzione dello stadio iniziarono il 3 marzo 2013, in seguito alla demolizione del vecchio impianto (aperto nel 1934).
Il Nagyerdei Stadion è stato inaugurato il 1º maggio 2014 con una cerimonia a cui ha partecipato anche il premier ungherese Viktor Orbán. La prima partita venne disputata da una selezione dei migliori giocatori del Debrecen (Debrecen All Star) e della nazionale ungherese (Hungary All Star). 
Il primo incontro ufficiale fu disputato il 10 maggio 2014 e vide il Debrecen superare i rivali dell'Újpest per 3-1.